# Dario Lari
Dario Lari (Livorno, 22 de octubre de 1979) es un deportista italiano que compitió en remo.
Ganó dos medallas de bronce en el Campeonato Mundial de Remo, en los años 1998 y 2005. Participó en los Juegos Olímpicos de Atenas 2004, ocupando el octavo lugar en la prueba de dos sin timonel.

## Palmarés internacional
| Campeonato Mundial | Campeonato Mundial | Campeonato Mundial | Campeonato Mundial |
| Año                | Lugar              | Medalla            | Prueba             |
| ------------------ | ------------------ | ------------------ | ------------------ |
| 1998               | Colonia (Alemania) | Medalla de bronce  | Cuatro con timonel |
| 2005               | Kaizu (Japón)      | Medalla de bronce  | Dos sin timonel    |